# Đại sứ quán Cuba tại Moskva
Đại sứ quán Cuba tại Moskva là cơ quan đại diện ngoại giao của Cộng hòa Cuba tại Liên bang Nga. Đại sứ quán này tọa lạc tại số 66 Phố Bolshaya Ordynka thuộc Quận Yakimanka, Moskva. Đại sứ đặc mệnh toàn quyền kể từ năm 2020 là Julio Garmendía Peña.